# Inazuma Eleven (manga)
Inazuma Eleven (イナズマイレブン?, Inazuma Irebun, lett. "Gli undici del fulmine"), è un manga di calcio e fantascienza creato da Ten'ya Yabuno. È stato pubblicato da Shogakukan su CoroCoro Comic da giugno 2008 al 15 settembre 2011 e raccolto in 10 tankōbon. La serie ha vinto il premio Kodansha per i manga nella categoria kodomo. In italia la serie è stata annunciata da Edizioni BD che la pubblicherà sotto l'etichetta J-Pop a partire da settembre 2025.
Dal videogioco è stato tratto anche un anime di 127 episodi diviso in tre stagioni, prodotto da Level-5 e OLM e trasmesso da TV Tokyo dal 5 ottobre 2008 al 27 aprile 2011. L'anime è stato trasmesso in Italia da Disney XD e Rai 2 dal 1º giugno 2010 al 27 luglio 2012. È stato prodotto anche un film d'animazione in 3D intitolato Inazuma Eleven - Il Film - L'attacco della squadra più forte - Gli Ogre (劇場版 イナズマイレブン 最強軍団オーガ襲来?, Gekijōban Inazuma Irebun - Saikyō gundan Ōga shūrai, lett. "Inazuma Eleven - Il film - L'attacco dell'armata più forte Ogre"), uscito nei cinema in Giappone il 23 dicembre 2010 e trasmesso in televisione in Italia su Disney XD il 13 giugno 2014.
Dopo questa serie è stato trasmesso un nuovo anime intitolato Inazuma Eleven GO, tratto dall'omonimo videogioco, e successivamente è iniziato anche un omonimo manga.

## Trama

### Prima Stagione
La squadra della Raimon qualche decennio prima veniva considerata una delle squadre di calcio più forti, ma ad oggi il club rischia di essere smantellato per mancanza di membri. Toccherà a Mark Evans, il capitano della squadra, riportare la Raimon alla gloria vincendo il prestigioso campionato del Football Frontier.

### Seconda Stagione
Gli alieni invadono la Terra, tuttavia danno ai terrestri una possibilità: se verranno sconfitti a calcio gli alieni abbandoneranno la Terra. A difendere le sorti del pianeta saranno Mark insieme ad altri calciatori provenienti da tutto il Giappone.

### Terza Stagione
Viene organizzato il Football Frontier International e il Giappone schiererà i suoi migliori elementi per vincere questa competizione a livello mondiale.

## Personaggi
- Mark Evans, nome originale Endou Mamoru円堂 守 (Endōu Mamōru?), portiere e capitano della Raimon. Ha un carattere altruista ed affronta con ottimismo le avversità. È doppiato in giapponese da Junko Takeuchi e in italiano da Lorenzo De Angelis.
- Nathan Swift, nome originale Ichirōta Kazemaru (風丸 一郎太?, Kazemaru Ichirōta), difensore-centrocampista della Raimon. Prima faceva parte della squadra di atletica, poi Mark lo ha convinto a unirsi alla sua squadra. È doppiato in giapponese da Yuka Nishigaki e in italiano da Gabriele Lopez.
- Tod Ironside, nome originale Teppei Kurimatsu (栗松 鉄平?, Kurimatsu Teppei), difensore della Raimon. Ha dentoni da castoro e una testa a forma di castagna ed è abilissimo nei dribbling. È doppiato in giapponese da Miho Hino e in italiano da Paola Majano.
- Axel Blaze, nome originale Shūya Gōenji (豪炎寺 修也?, Gōenji Shūya), attaccante della Raimon. Ha un carattere forte e determinato e prende molto seriamente il gioco del calcio. È doppiato in giapponese da Hirofumi Nojima e in italiano da Davide Garbolino fino all'episodio 52 e da Leonardo Graziano dall'episodio 53 all'episodio 127.
- Jude Sharp, nome originale Yūto Kidō (鬼道 有人?, Kidō Yūto), centrocampista e capitano della Royal Academy; in seguito centrocampista della Raimon. Indossa occhiali da aviatore e un mantello. È doppiato in giapponese da Hiroyuki Yoshino e in italiano da Manuel Meli.
- Seymour Hillman, nome originale Seigō Hibiki (響木 正剛?, Hibiki Seigō), allenatore della Raimon ed ex-giocatore della Inazuma Eleven. Vede in Mark la stessa grinta del suo amico David. È doppiato in giapponese da Kinryū Arimoto e in italiano da Paolo Marchese.
- Percival "Percy" Travis, nome originale Michiya Kudō (久遠 道也?, Kudō Michiya), è l'allenatore dell'Inazuma Japan. È un uomo serio e determinato a vincere. È doppiato in giapponese da Hiroki Tōchi e in italiano da Andrea Mete.
- Silvia Woods, nome originale Aki Kino (木野 秋?, Kino Aki), è la manager della Raimon. Solare e allegra, non perde mai le speranze ed incoraggia gli altri nei momenti difficili. È doppiata in giapponese da Fumiko Orikasa e in italiano da Veronica Puccio.
- Celia Hills, nome originale Haruna Otonashi (音無 春奈?, Otonashi Haruna), è la giornalista del quotidiano scolastico, in seguito si unisce alla Raimon in veste di aiutante. È doppiata in giapponese da Hinako Sasaki e in italiano da Perla Liberatori.
- Nelly Raimon, nome originale Natsumi Raimon (雷門 夏未?, Raimon Natsumi): è la presidente della Raimon: una ragazza arrogante, orgogliosa e sicura di sé. Suo padre è il direttore della scuola. È doppiata in giapponese da Sanae Kobayashi e in italiano da Chiara Gioncardi.
- Camelia "Cammy" Travis, nome originale Fuyuka "Fuyuppe" Kudō (久遠 冬花 （フユッペ）?, Kudō Fuyuka (Fuyuppe)), è la figlia adottiva del coach Percy Travis. Entra a far parte dello staff tecnico dell'Inazuma Japan insieme a Silvia e Celia. È doppiata in giapponese da Haruka Tomatsu e in italiano da Joy Saltarelli.

## Volumi del manga
| Nº | Titolo italiano (non ufficiale) Giapponese 「Kanji」 - Rōmaji | Data di prima pubblicazione              | Data di prima pubblicazione           |
| Nº | Titolo italiano (non ufficiale) Giapponese 「Kanji」 - Rōmaji | Giapponese                               | Italiano                              |
| 1  | Inazuma Eleven 1 「イナズマイレブン １」 - Inazuma Irebun 1   | 26 settembre 2008 ISBN 978-4-09-140699-6 | settembre 2025 ISBN 978-88-349-3652-8 |
| 2  | Inazuma Eleven 2 「イナズマイレブン 2」 - Inazuma Irebun 2    | 26 febbraio 2009 ISBN 978-4-09-140780-1  | ottobre 2025 ISBN 978-88-349-3686-3   |
| 3  | Inazuma Eleven 3 「イナズマイレブン 3」 - Inazuma Irebun 3    | 26 giugno 2009 ISBN 978-4-09-140830-3    | —                                     |
| 4  | Inazuma Eleven 4 「イナズマイレブン 4」 - Inazuma Irebun 4    | 28 ottobre 2009 ISBN 978-4-09-140852-5   | —                                     |
| 5  | Inazuma Eleven 5 「イナズマイレブン 5」 - Inazuma Irebun 5    | 26 febbraio 2010 ISBN 978-4-09-140898-3  | —                                     |
| 6  | Inazuma Eleven 6 「イナズマイレブン 6」 - Inazuma Irebun 6    | 28 giugno 2010 ISBN 978-4-09-141068-9    | —                                     |
| 7  | Inazuma Eleven 7 「イナズマイレブン 7」 - Inazuma Irebun 7    | 28 ottobre 2010 ISBN 978-4-09-141128-0   | —                                     |
| 8  | Inazuma Eleven 8 「イナズマイレブン 8」 - Inazuma Irebun 8    | 28 febbraio 2011 ISBN 978-4-09-141204-1  | —                                     |
| 9  | Inazuma Eleven 9 「イナズマイレブン 9」 - Inazuma Irebun 9    | 28 giugno 2011 ISBN 978-4-09-141064-1    | —                                     |
| 10 | Inazuma Eleven 10 「イナズマイレブン 10」 - Inazuma Irebun 10 | 28 ottobre 2011 ISBN 978-4-09-141347-5   | —                                     |

## Anime

### Lista episodi
| Stagione         | Titolo italiano                              | Videogioco corrispondente | Ep. | Trasmissione                     | Trasmissione                    |
| Stagione         | Titolo italiano                              | Videogioco corrispondente | Ep. | Giappone                         | Italia                          |
| ---------------- | -------------------------------------------- | ------------------------- | --- | -------------------------------- | ------------------------------- |
| Prima stagione   | Inazuma Eleven - La squadra delle meraviglie | Inazuma Eleven            | 26  | 5 ottobre 2008 - 29 marzo 2009   | 1 giugno 2010 - 24 giugno 2010  |
| Seconda stagione | Inazuma Eleven - La squadra delle meraviglie | Inazuma Eleven 2          | 41  | 8 aprile 2009 - 27 gennaio 2010  | 25 giugno 2010 - 13 aprile 2011 |
| Terza stagione   | Inazuma Eleven - Le nuove sfide              | Inazuma Eleven 3          | 60  | 3 febbraio 2010 - 27 aprile 2011 | 14 aprile 2011 - 27 luglio 2012 |

#### Doppiaggio e censure
Il doppiaggio italiano è gestito da La BiBi.it, che mantiene la serie sul formato 16:9. I nomi dei personaggi vengono modificati rispetto all'originale, e sono gli stessi adottati nelle successive versioni europee del videogioco. I nomi delle tecniche vengono per lo più tradotti in italiano anche quando sono in inglese, o sostituiti da nomi in italiano diversi dalle traduzioni. Le scritte giapponesi per i nomi delle tecniche speciali vengono rimpiazzate dai nomi italiani, ma talvolta alcuni caratteri giapponesi sono rimasti per errore.
Nella seconda stagione della serie, il giocatore "alieno" Bryce Whitingale viene doppiato come se fosse una ragazza, nonostante si tratti di un maschio; ciò è forse dovuto ad una lavorazione frettolosa e all'aspetto effeminato del personaggio.
Possono essere considerate censure le sostituzioni dei nomi di tecniche con riferimenti alla religione, quali le parole "diavolo" e "Dio", con nomi completamente diversi, anche se non sono gli unici nomi di tecniche che in Italia hanno nomi diversi dalla traduzione letterale del nome originale. Da notare anche che la Zeus viene definita "squadra di campioni" invece che "di dei".
Nell'adattamento dei videogiochi Level-5, alcune censure sono state eliminate e alcune tecniche hanno quindi nomi diversi dall'adattamento televisivo (un esempio su tutti è il "Ariete supremo" di Aphrodite che, nel videogioco, viene regolarmente chiamato "Tiro angelico").
Le tecniche caratteristiche delle squadre "Daystar" e "Night Star", ossia la "Devil-ball", la "Angel-ball" e il "Heaven's drive" vengono cambiate in "Pallone alato", "Pallone malefico" e "Colpo celestiale". Tali censure sono state mantenute anche nell'adattamento ufficiale di Level-5. Nella stessa occasione il "Paradiso" e l'"Inferno" sono diventati "Celestia" e "Notturnia" (anche questa censura è stata mantenuta nell'adattamento dei videogiochi Inazuma Eleven 3).

## Accoglienza
In un sondaggio condotto nel 2018 dal sito web Goo Ranking, gli utenti giapponesi hanno votato i loro anime preferiti usciti nel 2008 e Inazuma Eleven è arrivato al quarto posto con 390 voti.